# Euxoa bicollaris
Euxoa bicollaris är en fjärilsart som beskrevs av Augustus Radcliffe Grote 1878. Euxoa bicollaris ingår i släktet Euxoa och familjen nattflyn. Inga underarter finns listade i Catalogue of Life.